# Epitoxis estcourtensis
Epitoxis estcourtensis là một loài bướm đêm thuộc phân họ Arctiinae, họ Erebidae.